# Kordyline
Kordyline (Cordyline) er en slægt med ca. 15 arter, som er udbredt i egnene ved det vestlige Stillehav: New Zealand, Australien, Sydøstasien, Polynesien og Hawaii. Det er oprette eller opstigende buske eller små træer. Stænglerne er træagtige med tydelige bladar. Senere skjules arrene af barkedannelse. Bladene sidder endestillet i store kvaste, og de er uden egentlig stilk, selv om bladet smalner ind ved foden og danner en bladskede. Blomsterne er endestillede eller også sidder de i bladhjørnerne. De er regelmæssige og 3-tallige. Frugten er et bær med sorte, blanke frø.
Her nævnes kun de arter, som er økonomisk betydningsfulde i Danmark.
| Arter |

- Buskkordyline (Cordyline fruticosa)
- Rank kordyline (Cordyline stricta)
- Rød kordyline (Cordyline rubra)
- Stammekordyline (Cordyline australis)

Angiosperm Phylogeny Group placerer slægten her, men den har tidligere været henregnet til Agave-familien (Agavaceae).